# John Witherspoon
John Weatherspoon, meglio noto come John Witherspoon, (Detroit, 27 gennaio 1942 – Los Angeles, 29 ottobre 2019) è stato un attore e comico statunitense.
Prestò la voce al nonno Freeman nella serie animata The Boondocks (2005-2014).

## Filmografia parziale

### Cinema
- La febbre del successo (Il cantante di jazz) (The Jazz Singer), regia di Richard Fleischer (1980)
- Bird, regia di Clint Eastwood (1988)
- Scappa, scappa... poi ti prendo! (I'm Gonna Git You Sucka), regia di Keenen Ivory Wayans (1988)
- House Party, regia di Reginald Hudlin (1990)
- Talkin' Dirty After Dark, regia di Topper Carew (1991)
- Il principe delle donne (Boomerang), regia di Reginald Hudlin (1992)
- Fatal Instinct - Prossima (Fatal Instinct), regia di Carl Reiner (1994)
- Ci vediamo venerdì (Friday), regia di F. Gary Gray (1995)
- Vampiro a Brooklyn (Vampire in Brooklyn), regia di Wes Craven (1995)
- Sprung, regia di Rusty Cundieff (1997)
- Bulworth - Il senatore (Bulworth), regia di Warren Beatty (1998)
- Next Friday, regia di Steve Carr (2000)
- The Ladies Man, regia di Reginald Hudlin (2000)
- Little Nicky - Un diavolo a Manhattan (Little Nicky), regia di Steven Brill (2000)
- Il dottor Dolittle 2 (Dr. Dolittle 2), regia di Steve Carr (2001) – voce
- Friday After Next, regia di Marcus Raboy (2002)
- Soul Plane - Pazzi in aeroplano (Soul Plane), regia di Jessy Terrero (2004)
- Quel nano infame (Little Man), regia di Keenen Ivory Wayans (2006)
- After Sex - Dopo il sesso (After Sex), regia di Eric Amadio (2007)
- The Hustle, regia di Deon Taylor (2008)
- Una bugia di troppo (A Thousand Words), regia di Brian Robbins (2012)

### Televisione
- The Richard Pryor Show - serie TV, 2 episodi (1977)
- L'incredibile Hulk (The Incredible Hulk) - serie TV, 1 episodio (1978)
- What's Happening!! - serie TV, 1 episodio (1978)
- Good Times - serie TV, 1 episodio (1979)
- Barnaby Jones - serie TV, 1 episodio (1979)
- WKRP in Cincinnati - serie TV, 1 episodio (1982)
- Hill Street giorno e notte (Hill Street Blues) - serie TV, 1 episodio (1983)
- You Again - serie TV, 1 episodio (1986)
- 227 - serie TV, 1 episodio (1987)
- What's Happening Now! - serie TV, 1 episodio (1987)
- Frank's Place - serie TV, 1 episodio (1987)
- Amen - serie TV, 2 episodi (1988)
- L.A. Law - Avvocati a Los Angeles (L.A. Law) - serie TV, 1 episodio (1990)
- Martin (1993) - serie TV, 1 episodio
- Townsend Television (1993) - serie TV, 10 episodi
- Willy, il principe di Bel-Air (The Fresh Prince Of Bel-Air) - serie TV, 1 episodio (1994)
- Cosmic Slop (The First Commandment) - serie TV, 1 episodio (1994)
- Waynehead - serie TV, 3 episodi (1996–1997)
- Living Single - serie TV, 1 episodio (1997)
- The Wayans Bros. - serie TV, 101 episodi (1995–1999)
- Happily Ever After: Fairy Tales for Every Child  - serie TV, 1 episodio (2000) – voce
- La famiglia Proud (The Proud Family) - serie TV, 3 episodi (2003-2004) – voce
- The Tracy Morgan Show - serie TV, 18 episodi (2003–2004)
- Kim Possible - serie TV, 1 episodio (2004) – voce
- Pryor Offenses - film TV (2004)
- Weekends at the DL - serie TV, 1 episodio (2005)
- Thugaboo: A Miracle on D-Roc's Street - film TV (2006) – voce
- The Super Rumble Mixshow - serie TV (2008)
- Tosh.0 - serie TV, 1 episodio (2011)
- The Boondocks - serie TV, 55 episodi (2005–2014) – voce
- Anger Management - serie TV, 1 episodio (2014)
- The First Family - serie TV, 28 episodi (2012-2015)
- Animals. - serie TV, 1 episodio (2016) – voce
- Black-ish - serie TV, 2 episodi (2016)
- DashieXP - serie TV, 2 episodi (2010-2016)
- White Famous - serie TV, 1 episodio (2017)
- BoJack Horseman - serie TV, 1 episodio (2019) – voce
- Black Jesus - serie TV, 31 episodi (2014-2019)

## Doppiatori italiani
Nelle versioni in italiano delle opere in cui ha recitato, John Witherspoon è stato doppiato da:
- Glauco Onorato ne Il principe delle donne, Fatal Instinct - Prossima
- Angelo Nicotra in Vampiro a Brooklyn
- Renato Cortesi in House Party
- Nino Prester in Sprung
- Massimo Lodolo in Quel nano infame
- Alessandro Messina in After Sex - Dopo il sesso
- Alessandro D'Errico in Anger Management

Da doppiatore è sostituito da:
- Saverio Moriones in The Boondocks
- Roberto Fidecaro in Bojack Horseman